# Красногорская (Архангельская область)
Красного́рская — деревня в Верхнетоемском районе Архангельской области. Входит в состав Афанасьевского сельского поселения.

## География
Деревня расположена в юго-восточной части Архангельской области, на расстоянии примерно 40 км (по прямой) к северо-западу от села Верхняя Тойма, административного центра района.

### Часовой пояс
Деревня Красногорская как и вся Архангельская область, находится в часовой зоне МСК (московское время). Смещение применяемого времени относительно UTC составляет +3:00.

## Население
| 2002 | 2010 |
| ---- | ---- |
| 192  | ↘128 |

### Национальный состав
Согласно результатам переписи 2002 года, в национальной структуре населения русские составляли 98 % из 192 чел.